# Teatro Municipale di Santiago
Il Teatro Municipale, Opera Nazionale del Cile è il più importante teatro d'opera di Santiago, in Cile.

## Storia
Il governo cileno cedette alla municipalità un considerevole appezzamento di terreno nel centro di Santiago, nel 1848, e un decreto del 1853 del presidente Manuel Montt prevedeva la costruzione di un teatro municipale nella capitale della sua nazione, una città in rapida crescita. L'architetto cileno francese Claudio Brunet des Baines fu incaricato della sua progettazione e la sua costruzione fu affidata a un altro ingegnere civile cileno, Felipe Charme de l'Isle. Brunet des Baines creò un esterno neoclassico francese per il teatro, sebbene la sua morte nel 1855 lasciasse la supervisione del progetto al suo connazionale, Lucien Henault e all'assistente di quest'ultimo, Manuel Aldunate. Il nuovo team beneficiò anche di una collaborazione con Charles Garnier, l'architetto dell'Opéra national de Paris.

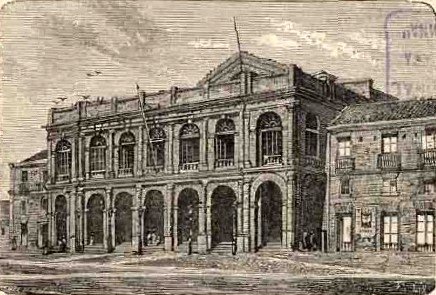
Veduta del Teatro Municipale nel 1872.

Il Teatro Municipale fu inaugurato il 17 settembre 1857, con l'opera Ernani di Giuseppe Verdi, eseguita da una compagnia italiana portata appositamente per l'occasione. All'epoca il teatro ospitava 1.800 spettatori e includeva particolari dettagli al suo interno, come un lampadario a goccia in cristallo. L'8 dicembre 1870 l'esibizione della diva dell'opera Carlotta Patti fu seguita da un enorme incendio, che praticamente distrusse l'edificio. Una rapida risposta sia del governo locale che dell'alta società cilena portò alla pronta ricostruzione del teatro, progettata da Henault e completata il 16 luglio 1873. La sua reinaugurazione fu accompagnata da una rappresentazione de La forza del destino di Verdi.

### XX secolo
Il teatro attraversò un devastante terremoto del 1906, subendo la perdita della maggior parte dei suoi interni e un secondo grave incendio nel 1927, anche se si riprese rapidamente in entrambe le occasioni. A seguito di queste ricostruzioni, la capacità del teatro fu ridotta a 1.500 nella sala principale, ma il suo interno divenne più opulento. Fu ulteriormente modernizzato nel 1952 e nel 1959 e in quell'epoca furono create numerose istituzioni culturali per il teatro. L'Orchestra Filarmonica di Santiago fu fondata nel 1955, la Corporazione Culturale di Santiago fu formata per amministrare il centro nel 1957, il Balletto di Santiago nel 1959 e il Coro del Teatro Municipale nel 1962.
Il Teatro Municipale fu dichiarato Monumento Nazionale nel 1974. Il teatro ospitò le due edizioni del Festival OTI in Cile, nel 1978 e nel 1986. Il rinomato pianista cileno Claudio Arrau, che aveva lasciato la sua terra natale nel 1941, tornò per una visita nel 1984, in occasione della quale fu inaugurato il Salone Claudio Arrau, con 250 spettatori. Il sipario, installato nel 1926, fu sostituito nel 1995 con una raccolta fondi, offrendo ai donatori un pezzo della vecchia tenda come ricordo.
L'istituzione continua a mantenere un repertorio attivo e alcuni dei più illustri interpreti e direttori ospiti internazionali hanno visto nomi nel balletto come Julio Bocca, Mikhail Baryshnikov, il Balletto Bol'šoj e il Balletto Mariinskij, i pianisti Claudio Arrau, Valentina Igoshina e Arthur Rubinstein, Vladimir Ashkenazy e Daniel Barenboim, i violinistiMischa Elman, Jascha Heifetz, Yehudi Menuhin, Gil Shaham e Isaac Stern, i direttori Zubin Mehta, Charles Dutoit, Kurt Masur e Pierre Boulez e artisti di scena come Plácido Domingo, Dame Kiri Te Kanawa, Charles Aznavour, Vivien Leigh, Luciano Pavarotti, Tito Schipa e Renée Fleming.